# Eleutherodactylus caribe
Eleutherodactylus caribe es una especie de anfibio anuro de la familia Eleutherodactylidae.

## Distribución geográfica
Esta especie es endémica de Haití. Habita en los manglares alrededor de Dame-Marie en la península de Tiburón.

## Descripción
Los machos miden de 16 a 18 mm y las hembras de 17 a 20 mm.

## Publicación original
- Hedges & Thomas, 1992 : A new marsh-dwelling species of Eleutherodactylus from Haiti (Anura: Leptodactylidae). Journal of herpetology, vol. 26, n.º 2, p. 191-195[5]